# Alice Lins de Azevedo
Alice Lins de Azevedo (João Pessoa, 23 de fevereiro de 1894 — João Pessoa, 29 de novembro de 1940) foi uma educadora brasileira e uma das fundadoras da Associação Paraibana pelo Progresso Feminino.

## Vida
Alice nasceu em 23 de fevereiro de 1894, em João Pessoa, Paraíba. Formou-se e tornou-se professora na Escola Normal Pinto Júnior, em Recife. Retornando à Paraíba, Alice criou um externado e já em 1918, passou a dirigir a Escola Noturna Feminina João Tavares.
Viajou para o Rio de Janeiro em 1921 incumbida pelo governador Solon de Lucena de estudar a proposta sobre os jardins de infância. Em 1932, Alice fundou o primeiro jardim de infância da Paraíba, o que chamou a atenção do interventor federal Antenor Navarro, que concedeu um prédio público para o funcionamento da escola.
Em 1933, após a aprovação do sufrágio feminino, Alice, Albertina Correia Lima e outras feministas fundam a Associação Paraibana pelo Progresso Feminino, filiada à Federação Brasileira pelo Progresso Feminino.
Além dessa associação, Alice também era membro Associação Paraibana de Imprensa, na qual colaborava escrevendo para diversos periódicos, principalmente os de Recife. Fundou e foi diretora em 1935 da Ilustração Artística do Brasil – Seção da Paraíba, uma agremiação voltada para difusão artística. No mesmo ano, foi responsável pela Campanha Nacional do Bom Cinema no Estado e também ingressou no Instituto Histórico e Geográfico da Paraíba.
Engajou-se no trabalho de assistência social ao fundar em 1923 a Liga Paraibana contra a Tuberculose. Em 1936, tornou-se presidenta Sociedade de Assistência aos Lázaros, sendo reeleita diversas outras vezes.

## Morte
Alice morreu aos 46 anos, em 29 de setembro de 1940, em João Pessoa.